# Sangihe-Zwerghörnchen
Das Sangihe-Zwerghörnchen (Prosciurillus rosenbergii) ist eine Hörnchenart aus der Gattung der Sulawesi-Zwerghörnchen (Prosciurillus), die endemisch auf den zu Indonesien gehörenden Sangihe-Inseln vorkommt.

## Merkmale
Das Sangihe-Zwerghörnchen erreicht eine Kopf-Rumpf-Länge von etwa 19 Zentimetern. Der Schwanz ist etwa 18 Zentimeter lang und damit fast so lang wie der restliche Körper. Die Rückenfarbe der Tiere ist kräftig kastanienbraun, die Bauchseite ist braun-grau bis sandfarben-braun und der Schwanz ist schwarz. Von anderen Hörnchen gleicher Größe kann die Art durch das vollständige Fehlen von Ohrbüscheln, Nackenflecken und einer dorsalen Mittellinie unterschieden werden.

## Verbreitung
Das Sangihe-Zwerghörnchen kommt endemisch auf den zu Indonesien gehörenden Sangihe-Inseln vor. Dabei waren im späten 19. Jahrhundert Populationen auf Sangihe Besar, Siau, Tahulandang und Ruang nachgewiesen, aufgrund intensiver Holzwirtschaft geht man jedoch heute von einem deutlich eingeschränkten Verbreitungsgebiet aus.

## Lebensweise
Über die Lebensweise des Sangihe-Zwerghörnchens liegen keine Daten vor, aufgrund des Körperbaus wird allerdings angenommen, dass die Art wie andere Arten der Gattung überwiegend im Blätterdach der Wälder lebt. Auf der Hauptinsel Sangihe kommt die Art vor allem in Primärwäldern vor, kann jedoch auch in anthropogen beeinflussten Gebieten und auch Kulturwäldern angetroffen werden.

## Systematik

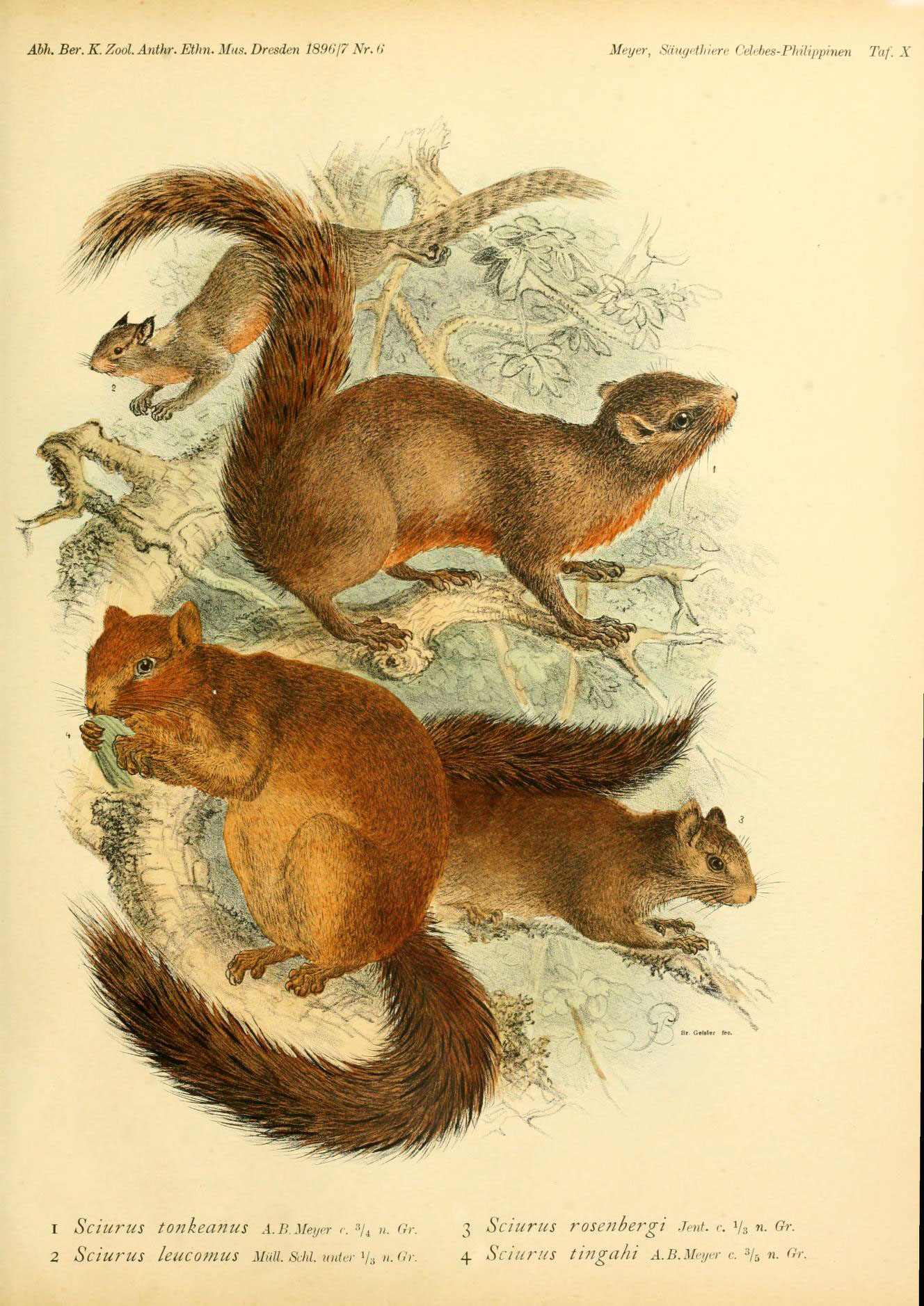
Unten zwei Sangihe-Zwerghörnchen (Prosciurillus rosenbergii), oben im Hintergrund ein Weißliches Sulawesi-Zwerghörnchen, im Vordergrund Prosciurillus alstoni

Das Sangihe-Zwerghörnchen wird als eigenständige Art innerhalb der Gattung der Sulawesi-Zwerghörnchen (Prosciurillus) eingeordnet, die aktuell aus sieben Arten besteht, während bis 2005 nur fünf Arten anerkannt waren. Die wissenschaftliche Erstbeschreibung stammt von Fredericus Anna Jentink aus dem Jahr 1879, der die Art anhand von Individuen von Sangihe Besar beschrieb. Der Artzusatz im wissenschaftlichen Namen ehrt den deutschen Naturforscher Carl Benjamin Hermann von Rosenberg.
Innerhalb der Art werden neben der Nominatform keine Unterarten unterschieden.

## Status, Bedrohung und Schutz
Das Sangihe-Zwerghörnchen wird von der International Union for Conservation of Nature and Natural Resources (IUCN) aufgrund der stabilen Bestände als nicht gefährdet („Least concern“) gelistet. Innerhalb des Verbreitungsgebiets ist die Art regelmäßig anzutreffen und kommt auch in anthropogen beeinflussten Gebieten vor.

## Belege
1. 1 2 3 4 5 6  Richard W. Thorington Jr., John L. Koprowski, Michael A. Steele: Squirrels of the World. Johns Hopkins University Press, Baltimore MD 2012; S. 178–179. ISBN 978-1-4214-0469-1
2. 1 2 3 4  Prosciurillus rosenbergii in der Roten Liste gefährdeter Arten der IUCN 2014.3. Eingestellt von: F. Chiozza, 2008. Abgerufen am 23. März 2015.
3. 1 2  Prosciurillus rosenbergii In: Don E. Wilson, DeeAnn M. Reeder (Hrsg.): Mammal Species of the World. A taxonomic and geographic Reference. 2 Bände. 3. Auflage. Johns Hopkins University Press, Baltimore MD 2005, ISBN 0-8018-8221-4.
4. ↑  Beolens, Watkins & Grayson: The Eponym Dictionary of Mammals. JHU Press, 2009, ISBN 978-0-8018-9304-9, S. 348 (Rosenberg).